# 364
364 (CCCLXIV) je bilo navadno leto, ki se je po julijanskem koledarju začelo na četrtek.

## Dogodki
- Rimski imperij se ponovno razdeli
- Valens postane prvi vzhodni (grški) cesar

## Smrti
- Jovijan, 64. cesar Rimskega cesarstva (*  331)